# جيرو ياماغيشي
جيرو ياماغيشي (باليابانية: 山岸二郎) مواليد 23 مايو 1912 في كيتاكيوشو، اليابان - الوفاة 30 يناير 1997، كان لاعب كرة مضرب ياباني بدأ مسيرته كمحترف سنة 1932، اعتزل اللعب في 1953. أعلى تصنيف له في الفردي كان المركز الـ 8 في سنة 1938.

## روابط خارجية
- جيرو ياماغيشي على موقع رابطة محترفي التنس (الإنجليزية)
- جيرو ياماغيشي على موقع الاتحاد الدولي لكرة المضرب (الإنجليزية)
- جيرو ياماغيشي على موقع كأس ديفيز (الإنجليزية)
- جيرو ياماغيشي على موقع أرشيف التنس.كوم (الإنجليزية)
- جيرو ياماغيشي على موقع خلاصة التنس.كوم (الإنجليزية)